# Anderson’s Institution

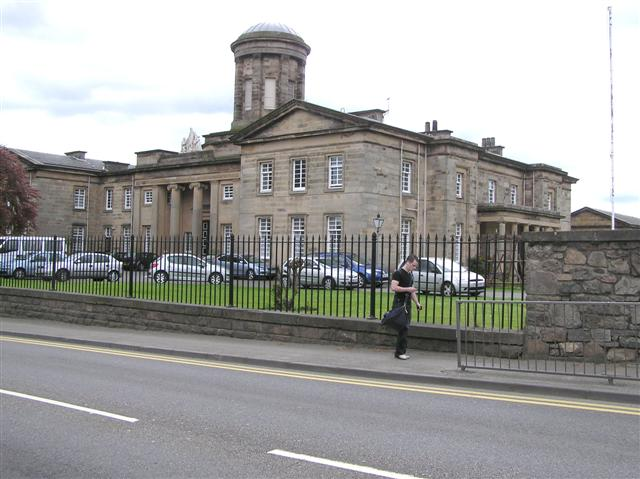
Anderson’s Institution

Die Anderson’s Institution ist ein Pflegeheim und ehemalige Schule in der schottischen Kleinstadt Elgin in der Council Area Moray. 1971 wurde das Bauwerk in die schottischen Denkmallisten in der höchsten Denkmalkategorie A aufgenommen.

## Geschichte
Der aus ärmlichen Verhältnissen in Elgin stammende Andrew Anderson erhielt durch einen Zufall in London die Möglichkeit, sich dem Militär der Ostindien-Kompagnie anzuschließen. Für einen Mann seines Standes verlief seine militärische Laufbahn in der Ferne außergewöhnlich erfolgreich und er verließ das Militär wohlhabend im Range eines Generalmajors. Nach seiner Rückkehr in die Heimat schloss er mit dem regionalen Sheriff und dem lokalen Magistrat einen Vertrag zur treuhänderischen Verwaltung von 70.000 £ seines Vermögens, welche für den Bau der heutigen Anderson’s Institution eingesetzt werden sollten. Anderson verstarb 1824. Die Anderson’s Institution wurde zwischen 1830 und 1833 nach einem Entwurf des schottischen Architekten Archibald Simpson errichtet. Vermutlich an die Probleme seiner eigenen Kindheit angelehnt, war Stiftungszweck der Anderson’s Institution 50 Kindern eine Unterkunft zu bieten und sie zu unterrichten. Des Weiteren wurden auch zehn Plätze zur Altenpflege eingerichtet. Die Schule wurde zwischenzeitlich an einen anderen Standort verlegt und die Anderson’s Institution dient heute ausschließlich der Altenpflege.

## Beschreibung
Die Anderson’s Institution steht abseits der A96 östlich des Zentrums von Elgin. Das zweigeschossige Gebäude ist im klassizistischen Stil des Greek Revivals ausgestaltet. Es weist einen H-förmigen Grundriss auf. Die nordexponierte Hauptfassade ist 14 Achsen weit, von denen die drei äußeren Achsen als Flügel hervortreten. Ihre Fassaden schließen mit Dreiecksgiebeln. Der zentrale Portikus ist mit zwei ionischen Säulen in antis und Gebälk ausgeführt, auf dem eine Skulptur ruht. Der Architrav trägt die Inschrift Elgin Institution for Support of Old Age and Education of Youth. Oberhalb erhebt sich eine runde Laterne mit acht korinthischen Pilastern, die in einer Kuppel ausläuft. Aus der sieben Achsen weiten Westfassade treten zwei Risalite heraus. Zwischen diesen springt ein hexastyler dorischer Portikus hervor.